# Heinrich Toppler
Heinrich Toppler (* um 1350 in Rothenburg ob der Tauber; † 13. Juni 1408 ebenda) war ein Ratsherr der Reichsstadt Rothenburg ob der Tauber. Er wurde wiederholt zum Bürgermeister der Stadt gewählt. Unter seiner Führung erwarb die Stadt zahlreiche Burgen und Landgüter in ihrem Umfeld und stieg zu einer wichtigen Regionalmacht in Süddeutschland auf.
Parallel zu dem Ausbau des reichsstädtischen Territoriums erlangte er auch persönlich einen umfangreichen Grundbesitz, der ihn zu einem der reichsten Bürger Rothenburgs werden ließ. Im Taubertal, außerhalb der Stadtmauern, ließ er sich einen repräsentativen Wohnturm errichten, das sogenannte Topplerschlösschen. Zum Verhängnis wurde Toppler schließlich eine Auseinandersetzung mit König Rupprecht und den Nürnberger Burggrafen. In seiner militärischen Bedrängnis wandte sich Toppler dem abgesetzten König Wenzel zu. Nachdem diesbezüglich Briefe Wenzels an die Stadt Rothenburg abgefangen worden waren, leitete Rupprecht einen Hochverratsprozess gegen Toppler ein. Daraufhin wurde er 1408 in das Verlies des Rathauses eingesperrt und verstarb dort wenige Monate später unter ungeklärten Umständen.

## Biografie

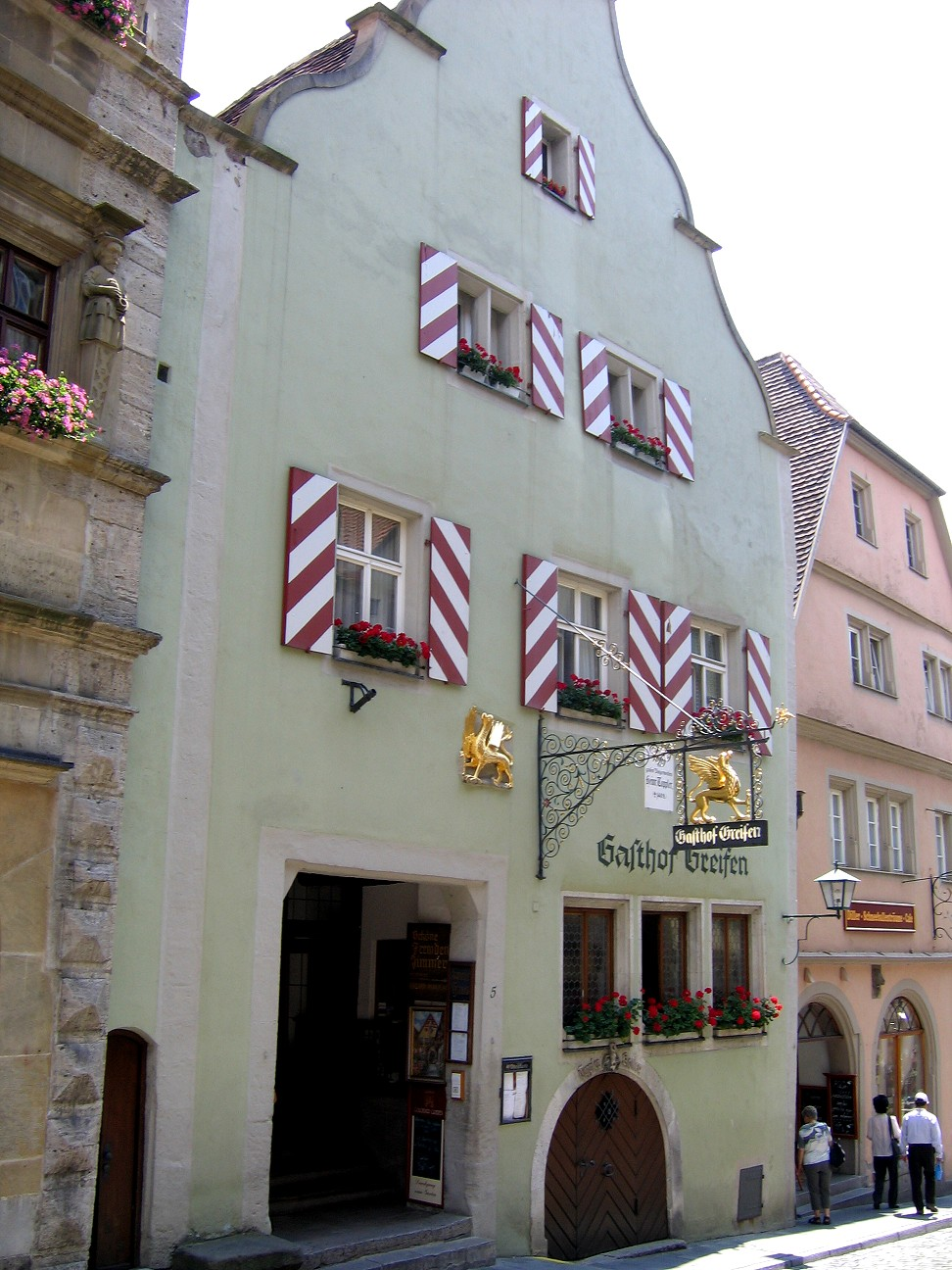
Haus zum Goldenen Greifen, Geburts- und späteres Wohnhaus Heinrich Topplers

Das genaue Geburtsjahr von Heinrich Toppler ist unbekannt. Allerdings gibt ein Rothenburger Landgerichtsbuch ungefähre Anhaltspunkte. Toppler wird in einem Verzeichnis vom September 1364 noch nicht als volljährig geführt. Bis Juli 1365 scheint sich dieser Status gewandelt zu haben. Als volljährig galt zu dieser Zeit nur eine Person ab einem Alter von etwa 14, 15 oder 16 Lebensjahren. Folglich muss Toppler um 1349/1350 geboren sein.
Entgegen einer oft geäußerten Behauptung stammte Toppler aus einer wohlhabenden Kaufmannsfamilie. Denn es sind Dokumente überliefert, die von kaufmännischen Unternehmungen des Vaters Konrad Toppler und von Stiftungen zum Bau der Kirche St. Johannis berichten. 1352, 1354 und 1358 gehörte Konrad Toppler dem so genannten Inneren Rat, dem engsten Führungskreis der Stadt, an. In diese Stellung wurden zu jener Zeit ausschließlich Mitglieder von Patrizierfamilien gewählt. In Nürnberg sind Angehörige der Toppler-Familie mit demselben Wappen ab 1408 nachgewiesen, ab 1448 besaßen sie das Zeltnerschloß in Gleißhammer, ab 1475 saßen sie im Inneren Rat, siehe: Patriziat (Nürnberg); 1503 erbauten sie in Nürnberg das Toplerhaus; sie sind 1687 erloschen.

### Wahl zum Bürgermeister
1373 wurde Heinrich Toppler zum ersten Mal für eine Amtsperiode von zwei Jahren zu einem der beiden Bürgermeister von Rothenburg gewählt. Rasch machte er sich einen Namen durch waghalsige, aber erfolgreiche politische und finanzielle Transaktionen. Die älteste von ihm unterzeichnete Urkunde ist eine Forderung an den fürstengleichen Edelherrn Conrad von Hohenlohe in Höhe von 1000 Mark Silber als Entschädigung für die Festsetzung eines Rothenburger Bürgers – unter den damaligen Umständen eine Herausforderung des mächtigen Regionalfürsten durch eine Reichsstadt mittlerer Größe. Die Urkunden und weitere Quellen aus jenen Jahren sowie später niedergeschriebene Chroniken berichten auch immer wieder von Scharmützeln mit benachbarten Adeligen, zu denen die Rothenburger Bürgerwehr ausrückte. An den sich anschließenden Verhandlungen war Heinrich Toppler oft als Unterhändler der Stadt Rothenburg beteiligt.

### Langfristige Maßnahmen Topplers
Wichtiger als solche spektakulären Auseinandersetzungen war jedoch eine systematische Politik des Landerwerbs, die Rothenburg etwa ab 1373 verfolgte. Burgen, Mühlen, Wälder, Dörfer und sonstige Güter wurden dem verarmten Landadel abgekauft – bis 1406 im engeren Umkreis der Stadt rund 400 km² der Stadt gehörten, zuzüglich Außenposten im weiteren Umfeld. Hin und wieder kam es vor, dass die Stadt über Mittelsmänner Güter von Adligen erwarb, zu deren Ruin sie vorher maßgeblich beigetragen hatte, so beispielsweise im Falle des Adligen Weiprecht Tanner, der gegen den Städtebund gekämpft und verloren hatte.
Auffällig waren die umfangreichen privaten Mittel, die Toppler – wie auch andere Rothenburger Patrizier – für diese Transaktionen einsetzte – und im späteren Verlauf meist mit erheblichem Zugewinn, sowohl für sich persönlich als auch für die Stadt, zurückerhielt. Die Erbschaft, die ihm sein Vater hinterlassen hatte, war vermutlich recht ansehnlich, aber die Beträge, mit denen er agierte, waren durch sie bei weitem nicht gedeckt.
Mit 17 oder 18 Jahren heiratete Heinrich Toppler Barbara Spengler, die Tochter des Siegfried Spengler, eines Mitglieds des regierenden Rats, Bezieher von grundherrschaftlichen Einkünften (unter anderem in Lohr, Diebach und Wolfsbuch) und Besitzer einer Mühle im Schandtaubertal. Die Ehefrau des Siegfried Spengler, Katharina Reinfrau, war Alleinerbin eines großen, durch Handel erworbenen Vermögens, welches sie selbst weiter vermehrte. In diesen Jahren stand sie in den entsprechenden Listen an der Spitze der Steuerzahler. Einen beträchtlichen Teil dieses Vermögens vermachte sie ihrer Tochter, wovon auch Heinrich Toppler profitierte. In zweiter Ehe heiratete er nicht, wie lange Zeit vermutet wurde, eine Frau aus dem Hause der Patrizierfamilie Wernitzer, sondern 1392 Margareth Meyler aus Nördlingen. Eine dritte Ehe habe es laut Angaben von Ludwig Schnurrer nicht gegeben. Toppler hatte aus erster Ehe mehrere Kinder darunter Barbara, die später Caspar Wernitzers Ehefrau wurde, Jacob und Kathrin. Aus der zweiten Ehe mit Margareth hatte er laut seinem Testament die Kinder Heinrich, Brigitta, Margarethlein und Jose.
Eine weitere langfristig wichtige Maßnahme war die systematische Förderung der Wiederansiedlung von Juden in der Stadt ab 1374. Im Mittelalter war es allein den Juden erlaubt, das Kreditgewerbe auszuüben. Im Spätmittelalter vollzog sich ein Wandel von der Naturalwirtschaft zur Geldwirtschaft. Kredite spielten eine zunehmende Rolle bei der Finanzierung von Unternehmungen, von Bauten und von Kriegszügen. Der Zuzug der Juden stärkte somit die finanzielle Beweglichkeit des Gemeinwesens. Gleichzeitig trugen die jüdischen Unternehmer mit ihren beträchtlichen Steuerzahlungen erheblich zur Füllung der Stadtkasse bei. Während um 1370 Juden in Rothenburg wirtschaftlich keine Rolle gespielt hatten, so brachten 1388 allein acht jüdische Familien etwa ein Zehntel des Steuerhaushalts der Stadt auf.
Parallel zur wirtschaftlichen Entwicklung trieb Toppler den Ausbau der Rothenburger Stadtbefestigung voran. Die äußere Stadtmauer wurde verstärkt und erweitert, wenngleich sie bereits vor der Topplerzeit weitgehend fertig gewesen sein dürfte. Die Anzahl der Wehrtürme betrug schließlich rund 40. Eine aus historischen Romanen wie Paul Schreckenbach, Der König von Rothenburg, stammende Legende ist das angebliche Grabensystem im Vorfeld der Stadt, das bei Bedarf geflutet und in einen sumpfigen Morast verwandelt werden konnte, um den Einsatz schweren Kriegsgeräts unmöglich zu machen, ebenso der Hundsgraben mit freilaufenden bissigen Hunden. Das hochgelegene Rothenburg besaß ja nicht genügend Wasser, um etwas im großen Stil fluten zu können. Zwischen Klingentor, Turmseelein, Hunnengraben und heutigem Friedhof bestand allerdings im Vorfeld der Stadt eine Art Vorbefestigung mit Wall, dichter Hecke und Graben. Im Kriegsjahr 1407 zeigte sich der Wert dieser Maßnahmen: Rothenburg wurde zwar eingeschlossen, aber nicht berannt, also angegriffen.

### Bau des Topplerschlösschens und Wappen

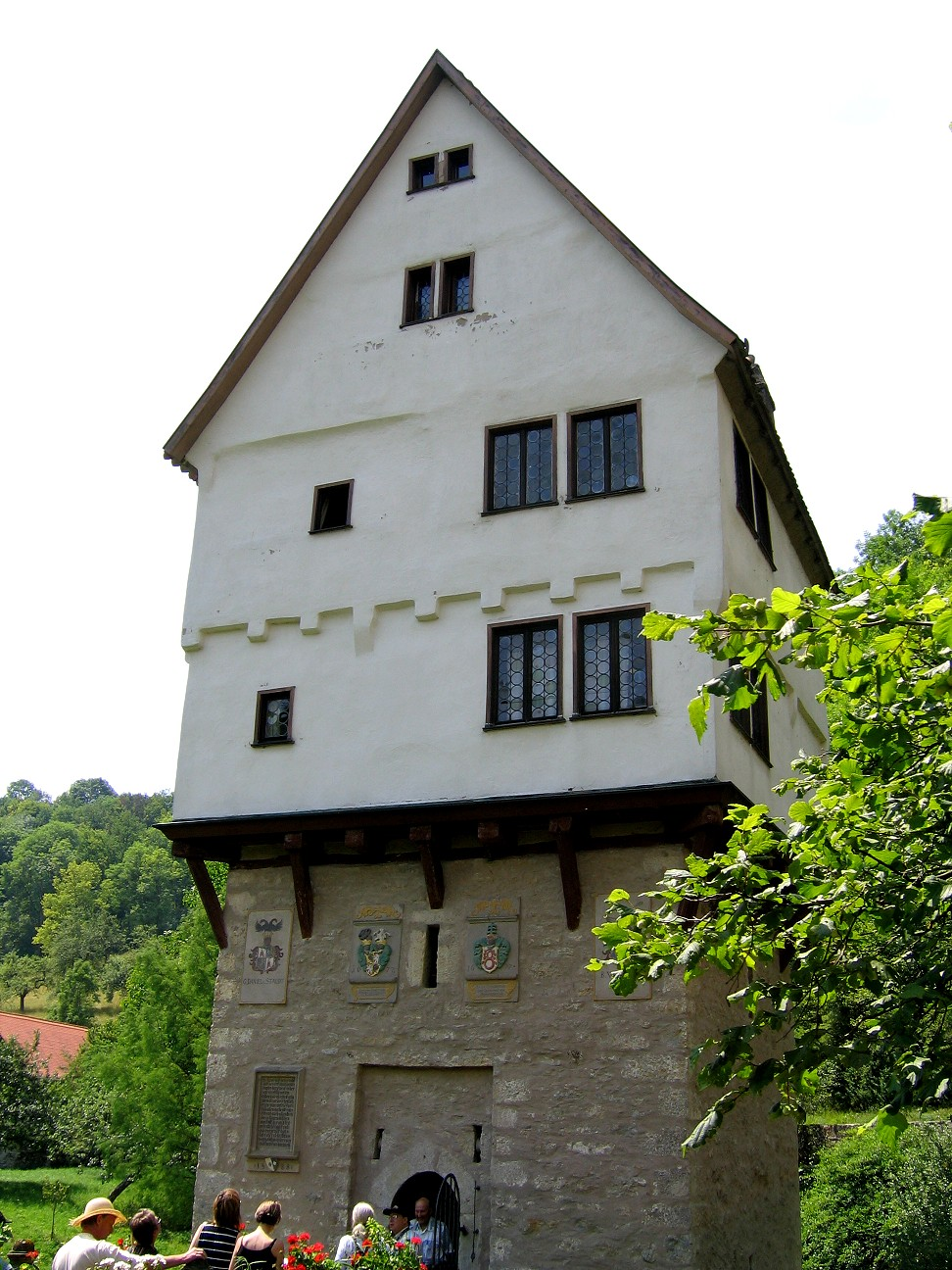
Topplerschlösschen

Im Taubertal stellte der Bürgermeister mit dem 1388/1389 errichteten sogenannten Topplerschlösschen seinen sozialen Aufstieg zur Schau. Das Gebäude entspricht dem Bautyp eines Weiherhauses. Es handelt sich hierbei um einen spätmittelalterlichen Wohnturm. Diese Anlagen setzen sich aus einem quadratischen Steinsockel und einem mehrgeschossigen Fachwerkaufsatz zusammen. Sie waren meist dem niederen Adel und dem gehobenen Patriziat der Städte vorbehalten. Im fränkischen Raum existierten zahlreiche vergleichbare Bauwerke, etwa das heute noch erhaltene Templerhaus in Amorbach. Das Topplerschlösschen war ursprünglich von einem Wassergraben umgeben und wird von einem Familienwappen verziert. Damit trat Toppler nach außen wie ein Adliger auf, was an sich zu dieser Zeit nicht ungewöhnlich für den Angehörigen einer etablierten Patrizierfamilie war. Nur die Lage des Wohnturms außerhalb der schützenden Stadtmauern kann als Besonderheit gelten.

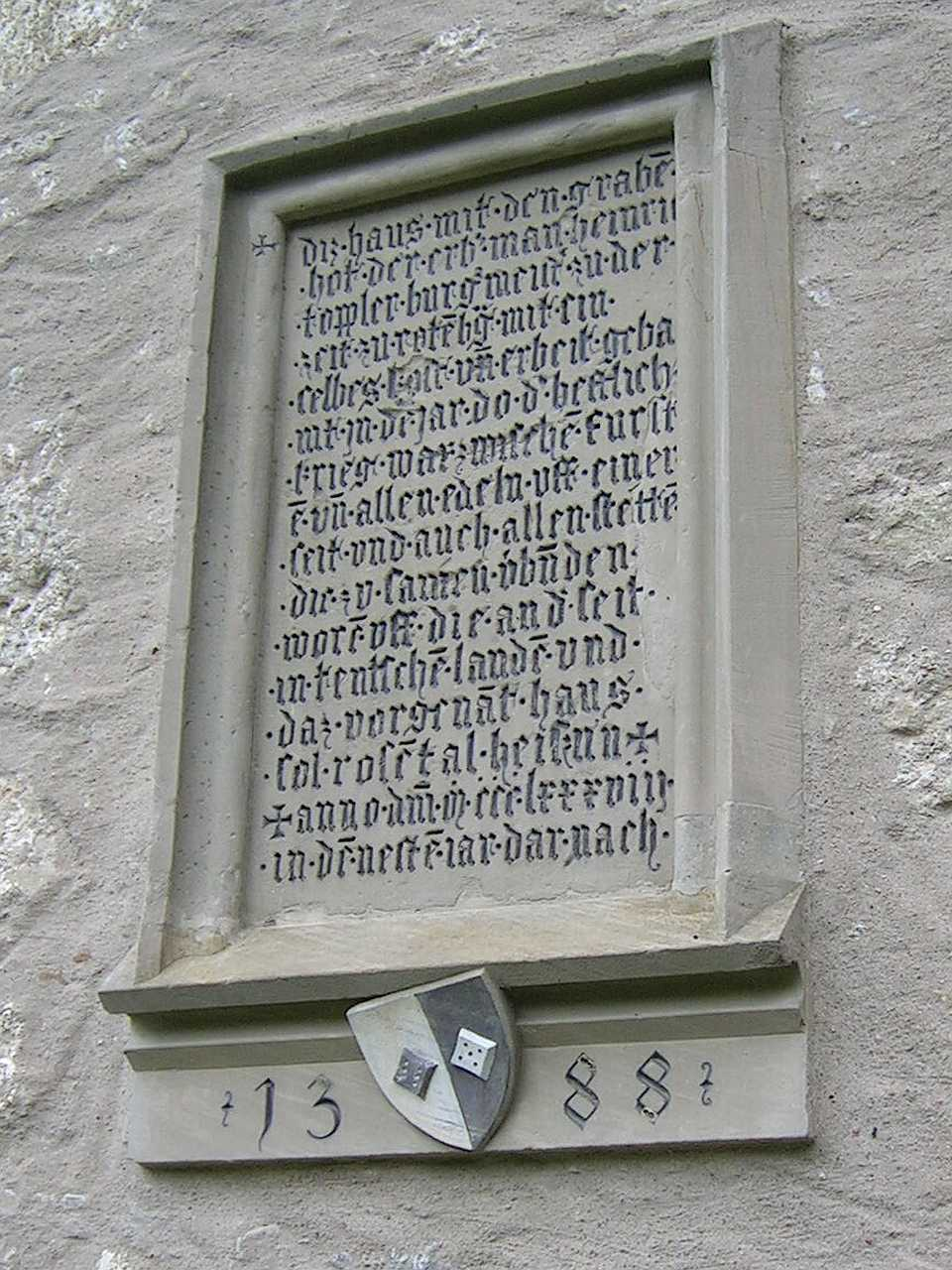
Bauinschrift an der Tafel des Topplerschlösschens: „diz haus mit den graben hot der erber man Heinric Toppler burgermeister zu der zeit zu rotenburg mit sin selbes kost vnd erbeit gebawt in dem jar, do der bestlich krieg war zwischen fursten vnd allen edeln vff einer seit und auch allen stetten, die zv samen verbunden woren vff die ander seit in teutschen landen vnd daz vorgenant haus sol Rosental heißnn anno domini 1388 in dem nesten jar darnach.“

Das Familienwappen zeigt einen Schild mit zwei Würfeln. Oben an den Schild schließt sich ein Helm an, der von einer Krone bedeckt wird. Von der Krone greifen zwei Arme nach oben aus, die wiederum zwei Würfel halten. Somit spielt das Wappen auf die Herkunft des Familiennamens an, denn Toppler leitet sich vom frühhochdeutschen Wort toppeln ab, was so viel wie würfeln bedeutet. 1392 erreichte Toppler die Anerkennung seines Wappens durch den bayerischen Herzog. Dieser stellte ihm einen sogenannten Wappenbrief aus. Die Aufwertung bedeutete für Toppler jedoch nicht nur Ansehen, sondern steigerte wohl auch, wie Schnurrer vermutet, innerstädtische Konflikte um Hierarchiefragen.

### Politische Entwicklung in Rothenburg gegen Ende des 14. Jahrhunderts

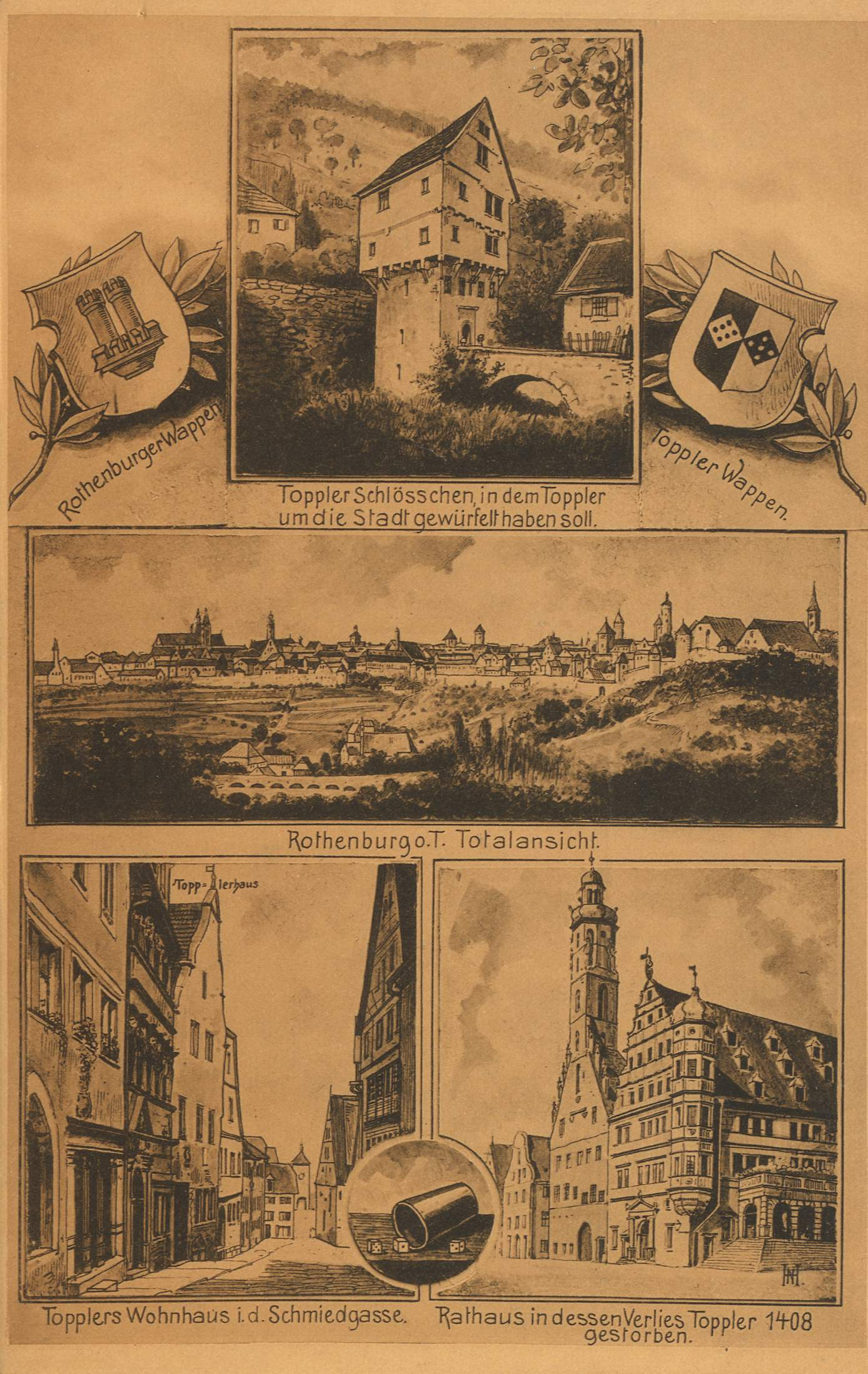
Rothenburger Wappen, Topplerwappen, Topplerschlösschen, Totalansicht von Rothenburg, Topplers Wohnhaus in der Schmiedgasse und das Rathaus, Postkarte um 1900

Im Juni 1373 hielt sich Wenzel von Luxemburg, 12-jähriger Sohn von Kaiser Karl IV. in Rothenburg auf. 1376 wurde Wenzel zum Römisch-deutschen König gekrönt. Nach dieser Wahl kam es in den Folgejahren zu verworrenen kriegerischen Auseinandersetzungen in Süddeutschland, zunächst ausgelöst durch einen Teil der deutschen Fürsten, die Grund zur Furcht hatten, zur Finanzierung des verschuldeten Königshauses herangezogen zu werden. In diesen Auseinandersetzungen spielten Rothenburg und Heinrich Toppler eine wichtige Rolle – zunächst mit einem gescheiterten Vermittlungsversuch auf dem Reichstag zu Rothenburg 1377, dann ab 1378 als Partei auf Seiten des schwäbischen Städtebundes, der gegen die Fürsten kämpfte. 1382 kam ein Waffenstillstand zwischen dem Städtebund und den Fürsten zustande, bei dem Toppler als Gesandter des Städtebundes auftrat.
1384 wurde Toppler erneut zum Ersten Bürgermeister von Rothenburg gewählt. Dieses Amt hatte er bis 1403 inne.
Wichtige politische Konstante für die Stadt Rothenburg in der Zeit um 1400 war die gegen sie gerichtete Feindschaft zweier mächtiger Nachbarn: die des Burggrafen von Nürnberg und die des Fürstbischofs von Würzburg. Beide erhoben Anspruch auf Rothenburg und wollten es ihren Ländereien einverleiben.
1389 endete der Krieg zwischen den Fürsten und dem schwäbischen Städtebund mit der Niederlage des Städtebunds. Mit dem bösen Schiedsspruch von Bamberg verlor Rothenburg ein wichtiges Privileg, die Landgerichtsbarkeit. Der Bischof von Würzburg forderte von Rothenburg Reparationszahlungen und setzte sich dafür ein, dass Rothenburg sein Privileg als Reichsstadt verlöre. In dieser Situation rettete sich Toppler unter die Obhut des Burggrafen von Nürnberg, da dieser einen Machtzuwachs des Bischofs verhindern wollte. Gegen Zahlung eines jährlichen Schutzgeldes von 4000 Gulden, konnte er der Stadt ihren Status als Reichsstadt bewahren.
1398 starb Burggraf Friedrich V. von Nürnberg. Mit seinem Tode endeten die Schutzgeldverpflichtungen Rothenburgs und gleichzeitig das Bündnis mit dem Haus des Burggrafen. 1405 kam es zu gerichtlichen Auseinandersetzungen zwischen Rothenburg und dem Burggrafen Johann III., Sohn und Nachfolger von Friedrichs V., in deren Verlauf sich beide Seiten wechselseitig als Angeklagte vor das jeweils eigene Landgericht zitierten. Das Hofgericht des Königs Ruprecht bestätigte die Auffassung des Burggrafen, rügte insbesondere, dass die Stadt es gewagt hatte, einen Reichsfürsten vor ein städtisches Gericht zu ziehen, billigte dem Burggrafen das Recht zu, sich Rothenburg anzueignen, und rief die fränkische Ritterschaft auf, Krieg gegen Rothenburg zu führen.

### Krieg gegen Rothenburg
Daraufhin verbündete sich Toppler mit seinem anderen Gegner, dem Bischof von Würzburg. Gleichzeitig suchte er die Mitgliedschaft beim 1405 gegründeten Marbacher Bund. Vereint mit diesen Verbündeten war Rothenburg schwer zu schlagen und der Feldzug konnte abgewendet werden.
In der Folgezeit beging Toppler jedoch zwei politische Fehler, folgt man Topplers Biographen Ernst Wilhelm Heine:
- Er beharrte auf der Forderung seines eigenen Landgerichts gegen den Burggrafen von Nürnberg. Dies mag – nicht nur von seinen Feinden im Rat – als „größenwahnsinniges“ Verhalten interpretiert worden sein, da Toppler hier das Wohl der Stadt seiner privaten „Feindschaft“ mit einem Reichsfürsten, dem Burggrafen, unterordnete.
- Er nahm Verbindung mit dem 1400 abgesetzten König Wenzel auf und suchte dessen militärische Unterstützung, gegen König Ruprecht und den Adel. Auch dieser Briefwechsel geschah möglicherweise ohne Zustimmung und Wissen des Rothenburger Rates.

Der Bischof von Würzburg brach daraufhin im April 1405 sein Bündnis mit Rothenburg und schloss sich stattdessen mit dem Nürnberger Burggrafen zusammen. Am 25. Mai 1407 verurteilte das königliche Hofgericht in Heidelberg Rothenburg zu einer Zahlung von 2000 Gulden an den Burggrafen von Nürnberg. Unter dem Bürgermeister Toppler erkannte Rothenburg auch dieses Urteil nicht an und verweigerte die Zahlung. Stattdessen beharrte man weiterhin auf der Forderung gegen den Burggrafen. Damit war der Krieg gegen Rothenburg unausweichlich. Im Volksmund hieß es, dass Toppler durch seinen Frontenwechsel zum abgesetzten Böhmenkönig Rothenburg verspielt und dadurch eine breite Front von Feinden gegen die Stadt aufgebracht hätte. Die moderne Geschichtswissenschaft teilt diese Meinung ebenfalls und führt den Beleg mit dem Wappen der Familie an, welches sinnigerweise zwei Würfel mit den Augenpaaren 5 und 6 beinhaltet. Zur Heraldik siehe unten.
Praktisch der gesamte süddeutsche Adel, Ritter und Fürsten, verbündete sich gegen Rothenburg. Auch einige Städte, beispielsweise Rothenburgs Nachbarstadt Uffenheim, schlossen sich diesem Bündnis an. Über 2.500 Fehdebriefe trafen in der Stadt ein. Ein Heer von weit über 10.000 Rittern, Söldnern und Gehilfen zog gegen die Stadt. Nach und nach eroberte es die Burgen im Umland der Stadt.
Toppler hatte jedoch vorgesorgt und Nahrungsmittel in der Stadt horten lassen. Die unmittelbar vor der Stadt liegende alte Reichsburg ließ er entfestigen, um deren Nutzung als Belagerungsburg zu verhindern. Im Sturmangriff waren die starken Stadtbefestigungen schwer zu nehmen, und nun, da die Angreifer dicht vor der Stadt standen, stellte sich heraus, dass ihnen die finanziellen Mittel für eine monatelange Belagerung fehlten. Am 2. September 1407 willigte der Burggraf von Nürnberg in einen Waffenstillstand ein, weil sowohl er als auch der Bischof von Würzburg nahezu zahlungsunfähig waren. Im Februar kam es in Mergentheim zu Friedensverhandlungen, die vom Marbacher Bund vermittelt wurden.
Am 8. Februar 1408 kam ein Schiedsspruch zustande, dem zufolge die Reichsacht über Rothenburg aufgehoben war, Kriegsentschädigungen nicht anfielen und jede Partei ihre Kosten selbst zu tragen habe. Der Schaden lag damit auf Seiten der finanziell ruinierten Angreifer. Rothenburg hingegen hatte die Verteidigung hauptsächlich aus eigenen Mitteln bestritten und war somit glimpflich davongekommen.

### Topplers Ende

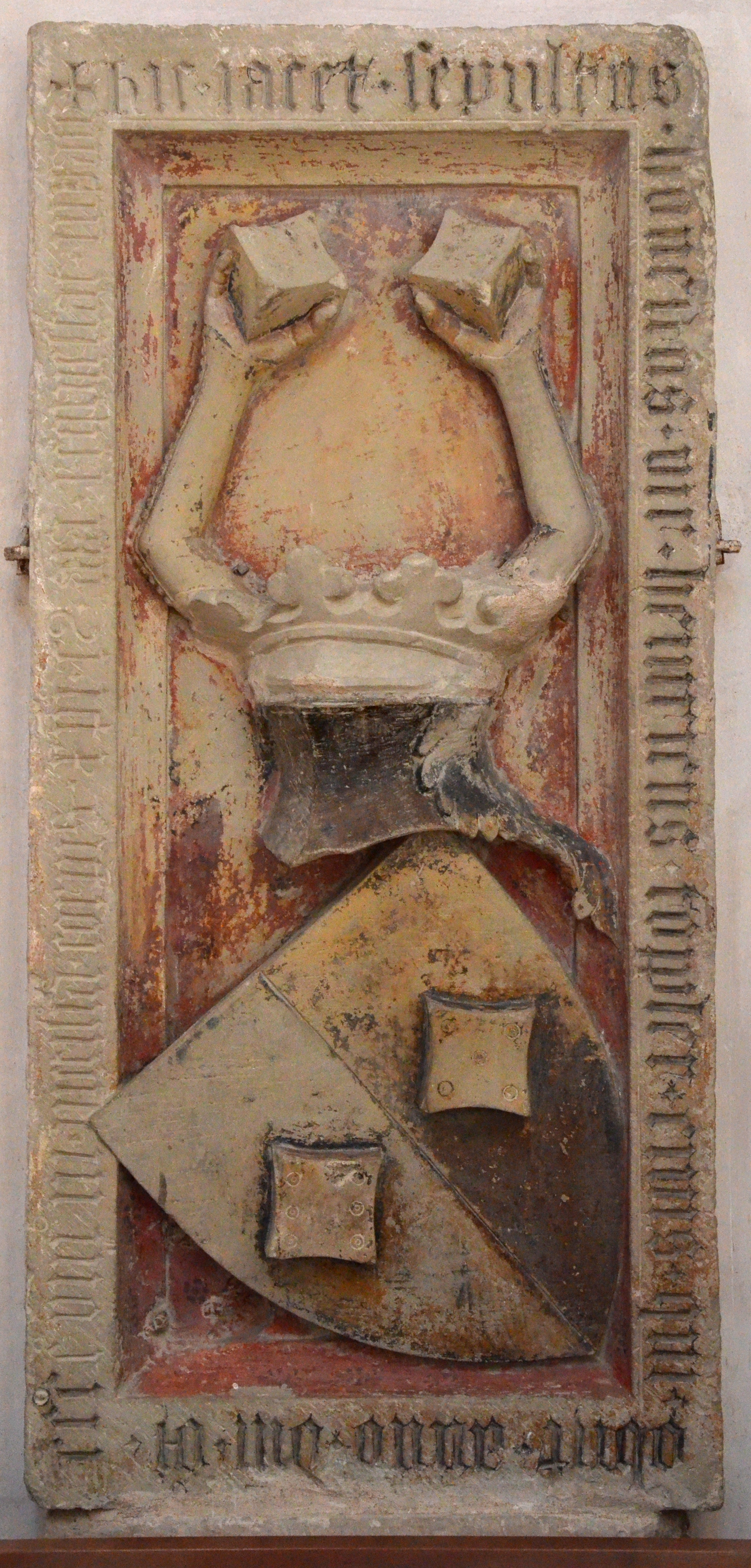
Der Grabstein Heinrich Topplers in St. Jakob in Rothenburg ob der Tauber

Der Toppler-Biograph E.W. Heine vermutet, dass die Stadt Rothenburg nur durch „Opferung“ ihres Bürgermeisters Toppler den für sie günstigen Schiedsspruch in Mergentheim erreichen konnte. Toppler selber reiste nicht zu diesen Friedensverhandlungen, sondern ließ sich durch Abgesandte des Rates, u. a. seinen Schwager, dort vertreten. Möglicherweise hoffte Toppler durch seine Abwesenheit König Ruprecht zu günstigeren Friedensbedingungen bewegen zu können. König Ruprecht war ein Verbündeter des Nürnberger Burggrafen Friedrich (des „Stammvaters“ der späteren Hohenzollern-Dynastie) und hasste Toppler, den er nach dessen Briefwechsel mit dem gestürzten Vorgänger Wenzel für einen „Verräter“ hielt. Dies war sicherlich ein Fehler Topplers, da in Mergentheim offensichtlich über dessen zukünftiges Schicksal verhandelt wurde. Denn Rothenburg würde nur dann milde Friedensbedingungen erhalten und seinen Status als Reichsstadt erhalten können, wenn es den „Verräter“ Toppler absetzen werde. Keine zwei Monate nach den Friedensverhandlungen von Mergentheim geschah genau dies.
Am 6. April 1408, während einer Ratssitzung, überwältigte man Toppler und warf ihn in den Stadtkerker. In der Anklage gegen ihn wurde vorgebracht, er habe die Stadt bestohlen, als er seine Frau und seine minderjährigen Kinder wenige Wochen zuvor mit großen Mengen Bargeld und Wertgegenständen nach Nürnberg in die Obhut von Verwandten gegeben habe, ohne die fällige Nachsteuer zu entrichten. Außerdem warf man ihm Gewalt- und Willkürakte während seiner Herrschaft vor, beispielsweise ein privates Femegericht in seinem Hause gegen einen ehemaligen Stadtschreiber, dem Bestechlichkeit und Verrat an der Stadt vorgeworfen worden waren. Das Gericht hatte seinerzeit mit der Hinrichtung des Beschuldigten geendet.
Auch sein persönlicher Lebensstil trug vermutlich dazu bei, dass viele seiner Mitbürger ihn schließlich nicht mehr als einen der ihren ansahen:
- 1388 baute Toppler im Taubertal, unterhalb der Stadt, ein turmartiges, befestigtes Haus mit steinernem Unterbau und Obergeschossen aus Fachwerk. Dieses Topplerschlösschen war mit einem Garten umgeben, der bei Bedarf geflutet werden konnte. Der Fachwerkaufbau wurde vermutlich später nach altem Vorbild erneuert. Das Gebäude ist bis heute erhalten geblieben und kann besichtigt werden. Es gibt interessante Einblicke in spätmittelalterliche Lebensumstände.
- Am 24. Dezember 1392 ließ er sich vom bayerischen Herzog ein Familienwappen verleihen. Es stellt ein Paar Würfel dar, welche die Augenzahlen 5 und 6 zeigen. Mittelhochdeutsch topel bedeutet „Würfel(spiel)“.

Beide Verhaltensweisen waren für einen Adligen typisch, für einen Bürger hingegen außergewöhnlich.
Das vermutlich wichtigste Motiv für seinen Sturz, an dem sich auch enge Anverwandte und Vertraute beteiligten, war jedoch seine riskante expansive Politik, die Rothenburg zuvor an den Rand des Abgrunds geführt hatte.
Toppler starb zwei Monate nach seiner Verhaftung im Stadtkerker, ohne dass es eine offizielle Gerichtsverhandlung gegeben hatte. Während einige Quellen spekulieren, er sei enthauptet worden, hält der Toppler-Biograph E. W. Heine es für am wahrscheinlichsten, dass man ihn einfach verdursten ließ. Interessanterweise fehlen in den Stadtbüchern von Rothenburg die Seiten des Jahres 1408, während es in den Jahren zuvor und danach akribisch genau geführt worden ist.
Nach seinem Tode wurde sein Vermögen zu je einem Drittel an die Stadt, den deutschen König und an Topplers Angehörige verteilt. Die Stadt Rothenburg gab ihre expansive Politik auf und begnügte sich mit der Rolle einer relativ unbedeutenden Reichsstadt. Die hauptsächlich unter Toppler erworbene Rothenburger Landhege (das reichsstädtische Territorium) übertraf in Größe und Leistungsfähigkeit allerdings manchen adeligen Besitz in Deutschland.

## Rezeption
- Heinrich Bantelmann: Der König von Rothenburg. Oper in fünf Bildern. Runge, Berlin 1943 (frei nach dem Roman von Paul Schreckenbach)
- Ernst Wilhelm Heine: Toppler. Ein Mordfall im Mittelalter. Goldmann, München 2002, ISBN 3-442-72855-X (Nachdr. d. Ausg. Zürich 1990, bilder.buecher.de). (pseudo- und populärwissenschaftlicher Roman voller Spekulationen)
- Georg Harro Schaeff-Scheefen, Willi Fuchs: Heinrich Toppler, der große Würfler. Ein Leben für Gemeinschaft und Reich in Rothenburg ob d. Tauber. Kling, Bad Mergentheim 1937, OCLC 163073692. (keine Geschichtsforschung, sondern journalistisch-feuilletonistisch)
- Paul Schreckenbach: Der König von Rothenburg. Eine alte Reichsstadtgeschichte. Projekte-Verlag, Halle/Saale 2010, ISBN 978-3-86634-895-0 (Nachdr. d. Ausg. Leipzig 1910). (extrem einfluss-, aber wenig kenntnisreicher historischer Roman)
- Fritz Reinert Der Hexenschäfer von Rothenburg. Heimatverlag Rothenburg, Rothenburg ob der Tauber 1951 (Historischer Roman; Roman aus Rothenburgs größter Zeit).